# SIBOS
Die SIBOS (SWIFT International Banking Operations Seminar) ist eine von SWIFT organisierte Fachmesse. Sie lädt jedes Jahr Unternehmen, insbesondere aus der Finanzdienstleistungsbranche, als Aussteller ein und bietet ihnen eine Plattform zur Darstellung ihrer Finanzdienstleistungen. Diese Dienstleistungen sind jedoch weniger die klassischen Bank- und Versicherungsprodukte (wie Kredite, Lebensversicherungen etc.) für Privatkunden, sondern konzentrieren sich auf Lösungen für institutionelle Kunden, wie zum Beispiel den Zahlungsverkehr oder die Wertpapierverwahrung (Custody).
Das besondere an der Veranstaltung ist, dass sie jedes Jahr an einem anderen Ort weltweit stattfindet.

## Veranstaltungsorte der SIBOS
Die SIBOS wird seit 1978 veranstaltet. Der erste Veranstaltungsort war Brüssel in Belgien. Nachfolgend alle Veranstaltungsorte seit 1978 in chronologischer Reihenfolge:
| Jahr | Land                                                        | Ort                    |
| ---- | ----------------------------------------------------------- | ---------------------- |
| 1978 | Belgien                                                     | Brüssel                |
| 1979 | Niederlande                                                 | Amsterdam              |
| 1980 | Dänemark                                                    | Kopenhagen             |
| 1981 | Deutschland                                                 | Düsseldorf             |
| 1982 | USA                                                         | Washington             |
| 1983 | Schweiz                                                     | Montreux               |
| 1984 | Spanien                                                     | Barcelona              |
| 1985 | Großbritannien                                              | Brighton               |
| 1986 | Frankreich                                                  | Nizza                  |
| 1987 | Kanada                                                      | Montreal               |
| 1988 | Österreich                                                  | Wien                   |
| 1989 | Schweden                                                    | Stockholm              |
| 1990 | Deutschland                                                 | Berlin                 |
| 1991 | Hongkong                                                    | Hongkong               |
| 1992 | Belgien                                                     | Brüssel                |
| 1993 | Schweiz                                                     | Genf                   |
| 1994 | USA                                                         | Boston                 |
| 1995 | Dänemark                                                    | Kopenhagen             |
| 1996 | Italien                                                     | Florenz                |
| 1997 | Australien                                                  | Sydney                 |
| 1998 | Finnland                                                    | Helsinki               |
| 1999 | Deutschland                                                 | München                |
| 2000 | USA                                                         | San Francisco          |
| 2001 | ausgefallen wegen der Terroranschläge am 11. September 2001 | (geplant war Singapur) |
| 2002 | Schweiz                                                     | Genf                   |
| 2003 | Singapur                                                    | Singapur               |
| 2004 | USA                                                         | Atlanta                |
| 2005 | Dänemark                                                    | Kopenhagen             |
| 2006 | Australien                                                  | Sydney                 |
| 2007 | USA                                                         | Boston                 |
| 2008 | Österreich                                                  | Wien                   |
| 2009 | China                                                       | Hongkong               |
| 2010 | Niederlande                                                 | Amsterdam              |
| 2011 | Kanada                                                      | Toronto                |
| 2012 | Japan                                                       | Osaka                  |
| 2013 | Vereinigte Arabische Emirate                                | Dubai                  |
| 2014 | USA                                                         | Boston                 |
| 2015 | Singapur                                                    | Singapur               |
| 2016 | Schweiz                                                     | Genf                   |
| 2017 | Kanada                                                      | Toronto                |
| 2018 | Australien                                                  | Sydney                 |
| 2019 | England                                                     | London                 |
| 2020 | online – aufgrund der Coronapandemie                        | (geplant war Boston)   |
| 2021 | online – aufgrund der Coronapandemie                        | (geplant war Singapur) |
| 2022 | Niederlande                                                 | Amsterdam              |
| 2023 | Kanada                                                      | Toronto                |
| 2024 | China                                                       | Peking                 |